# Иън Торп
Иън Джеймс Торп (на английски: Ian James Thorpe) е австралийски плувец, носител на 9 медала от олимпийски игри.
Торп е единственият австралиец, печелил 5 олимпийски златни медала, и става първият плувец, спечелил 6 златни медала на едно световно първенство. Общо в кариерата си има 11 златни медала от световни първенства, което го поставя на второ място в тази класация. Печелил е наградата Плувец на годината четири пъти.

## Биография
Роден е на 13 октомври 1982 г. в Сидни, Австралия.
На 14 години се състезава за пръв път и става най-младият австралийски спортист, който е участвал на професионално състезание, а с победата си на 400 метра свободен стил става и най-младият световен шампион изобщо.
След олимпиадата в Атина през 2004 си взима година почивка, но така и не се завръща в плуването и през 2006 г. обявява, че се оттегля. Торп се завръща към спорта за кратко в периода 2011 – 2012 г.
Известен е с прякора си Торпедото. Има малка роля в сериала „Приятели“ през 2000.
Торп разкрива, че е гей в интервю за предаването на Майкъл Паркинсън през 2014 г., заявявайки: „Разкривам се като гей пред света, и се надявам така това да стане по-лесно за други хора. Дори и да са го крили години наред, винаги е по-добре, когато се разкрият.“
От 2016 до юни 2019 г. има връзка с манекена Райън Чанинг.
През 2000 г. Торп основава благотворителната фондация „Ian Thorpe's Fountain of Youth“ с цел събиране на фондове за лечение на детски болести и спонсориране на училища за сираци с увреждания. Фондацията е ликвидирана през 2014 г.